# Ищенко, Юрий Яковлевич
Юрий Яковлевич Ищенко (5 мая 1938, Херсон, Украинская ССР, СССР — 15 мая 2021) — советский, украинский композитор, кандидат искусствоведения. Заслуженный деятель искусств Украинской ССР (1991).

## Биография
После окончания композиторского факультета по классу профессора А. Я. Штогаренко (1955—1960) и аспирантуру (1961—1964) почти 40 лет работал в Национальной музыкальной академии Украины, обучая и воспитывая молодых композиторов. Среди его учеников — В. Журавицкий, А. Загайкевич, В. Рунчак, Б. Стронько, А. Шимко, Г. Овчаренко, И.Пясковский (факультативно), А. Любинецкая, В. Гаврик, Н. Жанцанноров (Монголия), Хури Утаф (Ливан) и многие другие. Педагогическую работу совмещал с плодотворной творческой деятельностью.
В творческом наследии композитора — многочисленные произведения самых разных жанров и форм от опер, симфоний и концертов (для скрипки, виолончели, кларнета, гобоя и фортепиано) — до камерных произведений (среди которых 12 квартетов, квинтеты, трио, сонаты для различных инструментов в сопровождении фортепиано, циклы для фортепиано) и хоров. Как композитор Ищенко продолжает плодотворно развивать традиции школы двух выдающихся украинских композиторов — Бориса Лятошинского и Андрея Штогаренко.

## Произведения[4]
- кантата «Русь» (слова С.Есенина, 1959);
- «Гуцульская песня» для скрипки и фортепиано
- К звездам (1962);
- Две сонаты для фортепьяно (1962);
- Вьетнамская сюита (1963);
- Симфония (1964);
- Цикл для голоса с фортепиано на слова Р.Гамзатова (1964);
- Пионерская увертюра (1965);
- Цикл Киевский альбом (1966);
- Струнный квартет (1967);
- Перлистий ланцюг (Жемчужная цепь) (сл. К.Вали, 1968)
- Симфония (1968);
- Концерт для виолончели с оркестром (1968);
- Струнный квартет памяти Б.Лятошинского (1968);
- Концерт (1968);
- Квинтет для духовых инструментов (1969);
- Соната для скрипки и фортепиано (1969);
- Молодежный концерт для скрипки с оркестром (1970);
- Соната для виолончели и фортепиано (1970);
- Цикл для сопрано и камерного оркестра на сл. М.Цветаевой (1970);
- Акварели (1971);
- Симфония для 13 струнных инструментов (1971);
- Соната для флейты и фортепиано (1971);
- Опера «Верочка» (по А.Чехову, 1971);
- Поэма Зачарованная Десна (1972);
- Cюита для флейты и камерного оркестра (1972);
- Соната для фортепиано (1972);
- Вариации и рондо (1972);
- Рапсодия (1972);
- Шесть японских стихотворений для сопрано и арфы (1972);
- Струнный квартет (1973);
- Маленькая партита для флейты и арфы (1973);
- Календарные песни (сл. народные, 1973),

также
- романсы разных лет на сл. С. Есенина, Л. Украинки, М. Рыльского, Т. Коломиец, B. Симоненко и др.;
- хора разных лет на сл. В. Куринского, В. Симоненко и др.

## Звания и награды
Заслуженный деятель искусств УССР (1991), профессор кафедры композиции и оркестровки Национальной музыкальной академии Украины имени П. И. Чайковского, кандидат искусствоведения, лауреат Премии им. Б. Лятошинского, лауреат Премии им. М. Лысенко, лауреат Всеукраинского конкурса композиторов «Духовные псалмы».